# Felicity Palmer
Felicity Palmer (Cheltenham, 6 de abril de 1944) es una mezzosoprano inglesa.
Estudio en la Guildhall School of Music and Drama y con Marianne Schech en Múnich y Vera Rozsa en Londres, ganando en 1970 el Kathleen Ferrier Memorial Scholarship.
Debutó en 1971 en Dido y Æneas en la Opera de Kent con actuaciones en la ENO, Covent Garden, Metropolitan Opera, Lyric Opera of Chicago, la Ópera de San Francisco, La Scala, Deutsche Oper Berlin, Opéra Bastille, Glyndebourne, Wexford.
Se destaca en roles de carácter como Klytamnestra de Elektra de Richard Strauss, Mrs. Lovett en Sweeney Todd, Mahagonny de Kurt Weill, Madame de Croissy en Dialogues of the Carmelites, Peter Grimes, Albert Herring, Kabanicha en Katia Kabanova, Josefa Miranda en Love and Other Demons de Peter Eötvös y en operetas de Gilbert and Sullivan y como la Duquesa de Krankentorp en La fille du régiment de Donizetti.
Es profesora del Royal College of Music of London y fue condecorada CBE en 1993, DBE en 2011.

## Discografía de referencia
- Bach: Mass In B Minor / Somary
- Britten: Albert Herring / Bedford
- Britten: Albert Herring / Bernard Haitink (DVD)
- Britten: Peter Grimes / Donald Runnicles (DVD)
- Britten: Phaedra, Songs
- Donizetti: La Fille Du Régiment / Campanella (DVD)
- Elgar: Dream Of Gerontius, Etc / Hickox,
- Elgar: Sea Pictures, Music Makers / Hickox
- Gilbert & Sullivan: H.m.s. Pinafore / Mackerras
- Gilbert And Sullivan: Mikado /Mackerras
- Handel - Mozart: Messiah / Mackerras
- Handel: Judas Maccabaeus / Mackerras
- Handel: Ode For St Cecilia's Day / Harnoncourt,
- Handel: Rodelinda / Bolton
- Handel: Semele / Somary
- Janácek: Kát'a Kabanová / Davis
- Poulenc: The Carmelites / Daniel (en inglés)
- Schoenberg: Moses Und Aron / Boulez
- Strauss: Elektra / Bychkov